# Coupe de France 1935/36
Der Wettbewerb um die Coupe de France in der Saison 1935/36 war die 19. Ausspielung des französischen Fußballpokals für Männermannschaften. In diesem Jahr meldeten 636 Vereine.
Titelverteidiger war Olympique Marseille, der in diesem Jahr über das Achtelfinale nicht hinauskam. Die diesjährige Trophäe gewann der Racing Club de Paris. Dies war sein erster Pokalsieg bei der zweiten Finalteilnahme nach 1930, und da Racing am Saisonende auch Landesmeister wurde, gewann er als erst zweiter Verein im französischen Fußballsport zudem den Doublé. Endspielgegner FC Olympique Charleville war erstmals so weit vorgedrungen und hatte als einziger Zweitdivisionär das Achtelfinale überstanden. Von den Amateurteams überraschte die AS Brest, die zunächst zwei Spitzenmannschaften der Division 2 ausschaltete und erst im Viertelfinale von einem Erstligisten bezwungen wurde.
Nach den auf regionaler Ebene organisierten Qualifikationsrunden griffen ab der Runde der letzten 64 Mannschaften die 16 Erstdivisionäre in den Wettbewerb ein; von den 18 Zweitligisten waren lediglich Le Havre AC und die AS Villeurbanne vorzeitig ausgeschieden. Die Pokalkommission des Landesverbands FFF setzte für Zweiunddreißigstel- und Sechzehntelfinale sämtliche Begegnungen fest; Erstligisten konnten in der ersten Runde nicht aufeinandertreffen. Dabei wurde für das Zweiunddreißigstelfinale auch das Heimrecht festgelegt; ab dem Sechzehntelfinale fanden die Spiele auf neutralem Platz statt. Ab dem Achtelfinale wurden die Paarungen frei ausgelost. Endete eine Begegnung nach Verlängerung unentschieden, kam es zu einem oder mehreren Wiederholungsspielen, bis ein Sieger feststand.

## Zweiunddreißigstelfinale
Spiele am 15., Wiederholungsmatches am 19. bzw. 22. Dezember 1935. Die Vereine der beiden professionellen Ligen sind mit D1 bzw. D2 bezeichnet, die anderen Teilnehmer waren Amateurteams (ohne Angabe der jeweiligen Ligazugehörigkeit).
| - FCO Charleville D2 – ES Bully 3:1 - SO Montpellier D2 – FC Mont-de-Marsan 7:3 - SR Colmar – CS Metz D1 1:2 - Olympique Marseille D1 – FC Scionzier 8:1 - Olympique Villeurbanne – FC Vidauban 2:0 - Olympique Lille D1 – AS Amicale Paris 5:0 - RC Lens D2 – UL Moyeuvre Grande 2:0 - SC Fives D1 – SC Caudry 0:0 n. V., 6:0 - US Boulogne D2 – Stade Le Havre 4:3 - Olympique Alès D1 – SC Cogolin 5:2 - Lorient Sports – CO Billancourt 0:1 - OGC Nizza D2 – FC Antibes D1 0:0 n. V., 0:1 - SM Caen D2 – USO Bruay 3:0 - FC Bordeaux-Bouscat – AS Brest 1:3 - Racing Calais D2 – FC Dieppe 3:0 - AC Amiens D2 – ASSB Oignies 7:1 | - AS Troyes D2 – RCFC Besançon 3:2 - FC Mulhouse D1 – US Annemasse 3:0 - US Quevilly – US Valenciennes D1 1:6 - CA Lisieux – CA Paris D2 2:6 - Racing Strasbourg D1 – Olympique Dunkerque D2 6:1 - FC Nancy D2 – FC Sochaux D1 0:4 - US Bédarieux – FC Sète D1 0:5 - AS Valentigney – AS Saint-Étienne D2 2:5 - Stade Français Paris – Stade Reims D2 5:2 - EF Bergerac – Red Star Olympique D1 1:10 - Racing Paris D1 – FC Lorient 5:1 - Stade Quimper – Stade Rennes UC D1 2:4 - Excelsior Roubaix D1 – SC Sélestat 9:0 - US Liévin – Racing Roubaix D2 2:3 - SCO Angers – FC Rouen D2 4:12 - AS Cannes D1 – SC Saint-Étienne 5:1 |

## Sechzehntelfinale
Spiele am 5. und 12., Wiederholungsmatch am 16. Januar 1936
| - FCO Charleville D2 – RC Lens D2 4:2 - Olympique Marseille D1 – FC Sète D1 1:1 n. V., 1:0 - Olympique Lille D1 – Racing Calais D2 3:0 - SC Fives D1 – FC Rouen D2 4:1 - SM Caen D2 – Stade Français Paris 4:2 - AS Brest – CA Paris D2 4:0 - AC Amiens D2 – CS Metz D1 2:1 - US Valenciennes D1 – SO Montpellier D2 3:2 | - FC Sochaux D1 – CO Billancourt 9:0 - AS Saint-Étienne D2 – US Boulogne D2 3:1 - Red Star Olympique D1 – FC Mulhouse D1 4:1 - Racing Paris D1 – Olympique Villeurbanne 3:0 - Stade Rennes UC D1 – FC Antibes D1 2:0 - Excelsior Roubaix D1 – AS Troyes D2 4:1 - Racing Roubaix D2 – Olympique Alès D1 2:0 - AS Cannes D1 – Racing Strasbourg D1 3:1 |

## Achtelfinale
Spiele am 2., Wiederholungsmatch am 20. Februar 1936
| - FCO Charleville D2 – AS Cannes D1 1:0 - Olympique Lille D1 – Olympique Marseille D1 3:1 - SC Fives D1 – AS Saint-Étienne D2 3:1 - AS Brest – Racing Roubaix D2 4:1 | - FC Sochaux D1 – US Valenciennes D1 2:2 n. V., 6:2 - Red Star Olympique D1 – AC Amiens D2 3:1 - Racing Paris D1 – SM Caen D2 5:1 - Excelsior Roubaix D1 – Stade Rennes UC D1 2:0 |

## Viertelfinale
Spiele am 1., Wiederholungsmatches am 12., 28. März und 1. April 1936
| - FCO Charleville D2 – Excelsior Roubaix D1 2:0 - FC Sochaux D1 – SC Fives D1 0:0 n. V., 2:2 n. V., 1:0 | - Red Star Olympique D1 – AS Brest 4:2 - Racing Paris D1 – Olympique Lille D1 2:2 n. V., 3:0 |

## Halbfinale
Spiele am 4. und 5. April 1936
| - FCO Charleville D2 – Red Star Olympique D1 2:1 | - Racing Paris D1 – FC Sochaux D1 3:0 |

## Finale
Spiel am 3. Mai 1936 im Stade Olympique Yves-du-Manoir in Colombes vor 39.725 Zuschauern
- Racing Paris – FCO Charleville 1:0 (0:0)

### Mannschaftsaufstellungen
Auswechslungen waren damals nicht möglich.
Racing Paris: Rudolf Hiden – Maurice Dupuis, „Gusti“ Jordan, Raoul Diagne – Maurice Banide, Edmond Delfour  – Henri Ozenne, Frederick Kennedy, Roger Couard, Émile Veinante, Jules Mathé
Trainer : Sid Kimpton
FCO Charleville: Julien Darui – Alphonse Languillat, Helenio Herrera  – Pierre Brembilla, Karl Mrkvicka, Armand Frelin – Charles Woerth, Augustin Dujardin, Marcel Dufrasne, Erich Bieber, Georges Merveille
Spielertrainer : Erich Bieber
Schiedsrichter: Georges Capdeville (Bordeaux)

### Tore
1:0 Couard (67.)

### Besondere Vorkommnisse
Charleville stützte sich nach den Vorgaben seines Spielertrainers Bieber auf eine massierte Deckung, in der der zukünftige Nationaltorhüter Darui und der später als Erfinder des Catenaccio geltende Herrera die wichtigsten Pfeiler waren. Auch im Finale wäre dieses Konzept gegen Paris, das in den Runden zuvor, unter anderem gegen zwei Spitzenteams der Division 1, 21 Treffer erzielt hatte, beinahe aufgegangen.
Nach dem Achtelfinalsieg der AS Brest über Racing Roubaix stellte die FFF Untersuchungen hinsichtlich des Amateurstatus der beiden Engländer Newton und Pedder an und sperrte diese für das Viertelfinalspiel der Bretonen gegen Red Star. Red Stars Präsident setzte sich daraufhin beim Verband dafür ein, beide dennoch spielen zu lassen – und die FFF stimmte zu.